# Kokona Hiraki
Kokona Hiraki (japanisch 開心那 Hiraki Kokona, englisch auch Cocona Hiraki; * 26. August 2008 in Kutchan) ist eine japanische Profiskateboarderin.

## Biografie
Kokona Hiraki wurde 2008 in Kutchan geboren, wo sie im Alter von fünf Jahren mit dem Skaten begann.
Hiraki erzielte mit zehn Jahren Silber bei den Summer X-Games 2019 in Minnesota und wurde somit zur jüngsten X-Games-Medaillenträgerin jemals.
2021 gewann sie bei den Olympischen Sommerspielen in Tokio in der Disziplin Skateboard Park Silber und wurde somit zur jüngsten Medaillenträgerin bei Olympischen Spielen seit 1936.
Sie wird von Hot Bowl Skate Park, MBM Park Builders, Vans und Welcome gesponsert.
Bei den Summer X-Games 2022 sowie bei der Dew Tour 2022 erreichte Hiraki den 3. Platz.
Bei den Olympischen Sommerspielen 2024 in Paris gewann Hiraki erneut die Silbermedaille im Park.